# Eudesmus
Eudesmus es un género de escarabajos longicornios de la subfamilia Lamiinae. Fue descrito por Jean Guillaume Audinet-Serville en 1835.

## Especies
- Eudesmus caudalis Bates, 1865
- Eudesmus diopites Dillon y Dillon, 1946
- Eudesmus ferrugineus (Thomson, 1860)
- Eudesmus grisescens Audinet-Serville, 1835
- Eudesmus nicaraguensis Breuning, 1958
- Eudesmus posticalis Guérin-Méneville, 1844
- Eudesmus rubefactus Bates, 1865